# Siguiri
Siguiri är en prefekturhuvudort i Guinea.   Den ligger i prefekturen Siguiri och regionen Kankan, i den östra delen av landet, 500 km öster om huvudstaden Conakry. Antalet invånare är 43 601.